# جيمي كولينز (لاعب كرة قدم مواليد 1984)
جيمي كولينز (بالإنجليزية: Jamie Collins)‏ هو لاعب كرة قدم بريطاني في مركز الوسط، ولد في 28 سبتمبر 1984 في Barking, London ‏ في المملكة المتحدة. لعب مع فوريست غرين ونادي ألدرشوت تاون ونادي واتفورد ونيوبورت كونتي.

## وصلات خارجية
- جيمي كولينز (لاعب كرة قدم مواليد 1984) على موقع قاعدة بيانات كرة القدم.إي يو (الإنجليزية)
- جيمي كولينز (لاعب كرة قدم مواليد 1984) على موقع Soccerbase.com (لاعب) (الإنجليزية)
- جيمي كولينز (لاعب كرة قدم مواليد 1984) على موقع Soccerway.com (الإنجليزية)